# Discocyclina
Discocyclina es un género de foraminífero bentónico de la familia Discocyclinidae, de la superfamilia Nummulitoidea, del suborden Rotaliina y del orden Rotaliida. Su especie tipo es Orbitolites prattii. Su rango cronoestratigráfico abarca desde el Thanetiense (Paleoceno superior) hasta el Priaboniense (Eoceno superior).

## Clasificación
Se han descrito numerosas especies de Discocyclina. Entre las especies más interesantes o más conocidas destacan:
- Discocyclina archiaci †
- Discocyclina assamica †
- Discocyclina augustae †
- Discocyclina barkeri †
- Discocyclina discus †
- Discocyclina dispansa †
- Discocyclina fortisi †
- Discocyclina prattii †
- Discocyclina pulcra †
- Discocyclina radians †
- Discocyclina sowerbyi †
- Discocyclina spliti †
- Discocyclina trabayensis †
- Discocyclina weaveri †

Un listado completo de las especies descritas en el género Discocyclina puede verse en el siguiente anexo.
En Discocyclina se han considerado los siguientes subgéneros:
- Discocyclina (Actinocyclina), aceptado como género Actinocyclina
- Discocyclina (Asterocyclina), aceptado como género Asterocyclina
- Discocyclina (Eudiscodina), también considerado como género Eudiscodina y aceptado como Discocyclina
- Discocyclina (Trybliodiscodina), también considerado como género Trybliodiscodina y aceptado como Orbitoclypeus
- Discocyclina (Umbilicodiscodina), también considerado como género Umbilicodiscodina y aceptado como Discocyclina